# Driebandzanger
De driebandzanger (Basileuterus trifasciatus) is een zangvogel uit de familie Parulidae (Amerikaanse zangers).

## Verspreiding en leefgebied
Deze soort is endemisch in Peru en telt 2 ondersoorten:
- B. t. nitidior: zuidwestelijk Ecuador en Tumbes (uiterst noordwestelijk Peru).
- B. t. trifasciatus: van Piura tot La Libertad (noordwestelijk Peru).